# Peter Heering (født 1934)
 Der er flere personer med dette navn, se Peter Heering.
Peter Frederik Suhm Heering (født 26. august 1934 i København, død 11. marts 2015 i Hellerup) var en dansk fabrikant og formand for Danes Worldwide, gift med Susanne Heering.
Han var søn af likørfabrikanten Peter Heering (1908-1987) og blev i 1969 medejer og 1977 eneejer af familiefirmaet Heering, som han i 1990 solgte til Danisco efter at have rekonstrueret det i kølvandet på oliekrisen.
Fra 1987 var han formand for udlandsdanskernes forening, Dansk Samvirke, nu Danes Worldwide.
Den 25. august 1962 blev han gift med Susanne Heering, født Mørch. Peter og Susanne Heering var nære venner af kongehuset.

## Hæder
- Kommandør af Dannebrogordenen (29. juli 2004)
- Den Civile Fortjenstorden (Spanien)
- Mérite Agricole